# 全国製菓衛生師養成施設協会
全国製菓衛生師養成施設協会（ぜんこくせいかえいせいしようせいしせつきょうかい）は、製菓衛生師養成施設で結成されている団体。
略称は全菓協。1997年10月設立。

## 活動内容
- 製菓衛生師教本、製菓衛生師国家試験問題集の出版、養成施設教職員対象研修会、製菓技術教育指導研修会の実施などを行っている。

## 所在地
- 東京都大田区蒲田5丁目26番8号

## 加盟校
- 製菓衛生師養成施設を参照